# Maltagliati

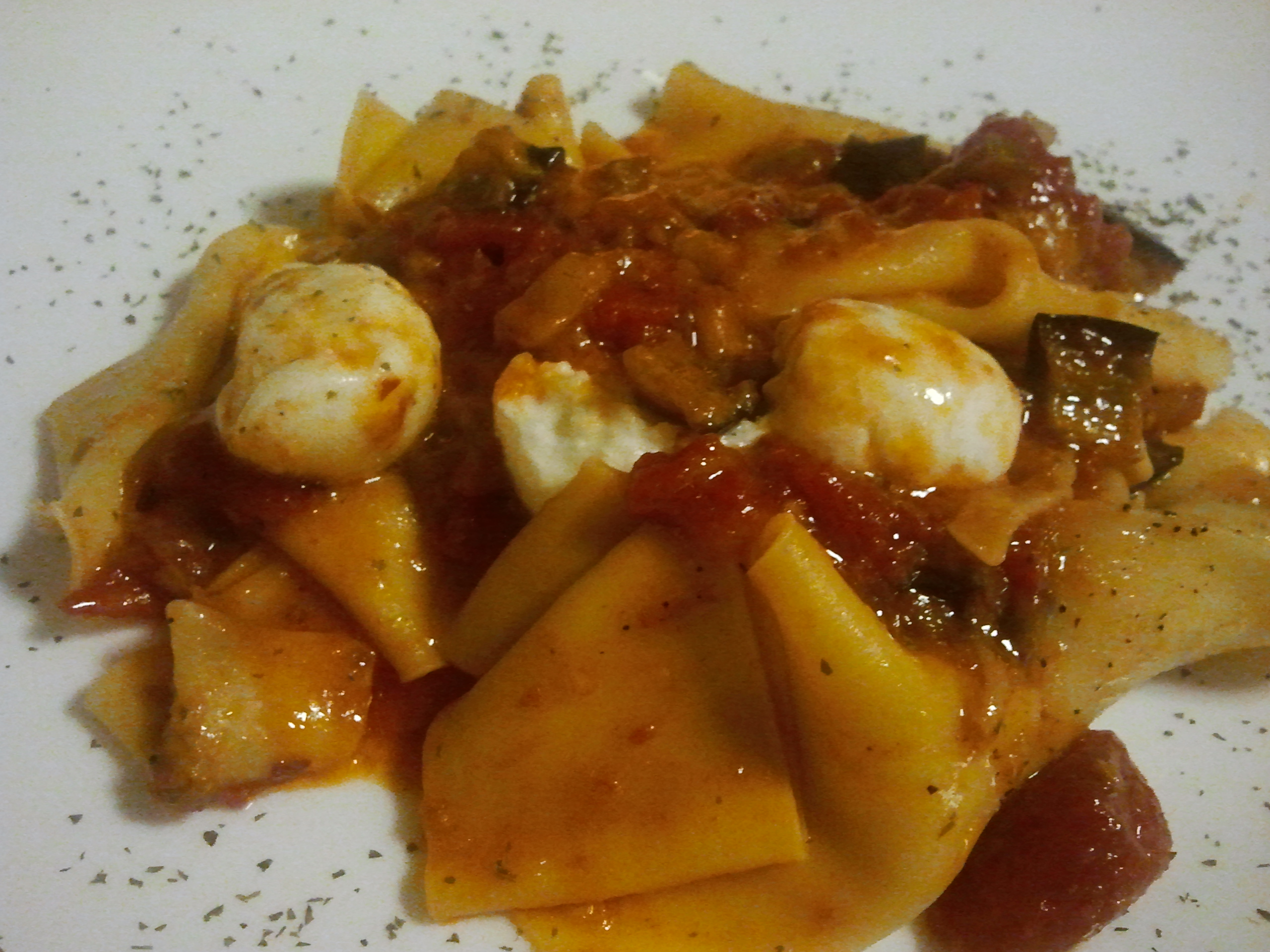
Gekookte maltagliati in een gerecht met onder andere mozarella.

Maltagliati  zijn een soort pasta. Ze zijn afkomstig uit de regio Emilia-Romagna in Italië. Het deeg wordt gerold en geknipt in dunne stukjes, waardoor lange vaak hoekige stukjes pasta gecreëerd worden.  Deze pasta soort wordt vaak geserveerd met tomaten of bolognesesaus. 